# 吉氏毛突石首魚
吉氏毛突石首魚為輻鰭魚綱鱸形目鱸亞目石首魚科的其中一種，分布於東南太平洋區，從秘魯至智利海域，棲息深度，體長可達60公分，可作為食用魚。